# Сурділа-Гейсянка (комуна)
Сурділа-Гейсянка (рум. Surdila-Găiseanca) — комуна у повіті Бреїла в Румунії. До складу комуни входять такі села (дані про населення за 2002 рік):
- Сурділа-Гейсянка (1855 осіб)
- Філіпешть (910 осіб)

Комуна розташована на відстані 120 км на північний схід від Бухареста, 53 км на захід від Бреїли, 145 км на північний захід від Констанци, 67 км на південний захід від Галаца, 147 км на південний схід від Брашова.

## Населення
За даними перепису населення 2002 року у комуні проживали 2765 осіб, усі — румуни. Усі жителі комуни рідною мовою назвали румунську.
Склад населення комуни за віросповіданням:
| Релігія     | Кількість осіб | Відсоток |
| ----------- | -------------- | -------- |
| православні | 2756           | 99,7 %   |
| баптисти    | 4              | 0,1 %    |
| бретрени    | 3              | 0,1 %    |
| адвентисти  | 1              | < 0,1 %  |
| атеїсти     | 1              | < 0,1 %  |